# Philosophical Transactions of the Royal Society
Le Philosophical Transactions of the Royal Society sono una rivista scientifica pubblicata dalla Royal Society di Londra. Nata nel 1665, è la prima rivista al mondo dedicata esclusivamente alla scienza, ed è rimasta attiva da allora fino ad oggi, rendendola anche la rivista scientifica più longeva al mondo. In leggero anticipo, il Journal des sçavans è considerato la prima rivista scientifica al mondo, anche se contenente molto materiale non scientifico. L'aggettivo "filosofiche" nel titolo si riferisce alla filosofia naturale, allora equivalente a ciò che oggi chiamiamo scienza.

## Storia
Il primo numero, datato 6 marzo 1665, fu curato e pubblicato dal primo segretario della società, Henry Oldenburg, circa cinque anni dopo la fondazione della Royal Society. Oldenburg pubblicò la rivista a proprie spese e sembra che avesse stabilito un accordo con il Consiglio della Royal Society che gli permise di trattenere per sé ogni profitto, ma rimase contrariato dal fatto che durante tutta la sua vita la rivista ottenne scarsi risultati dal punto di vista economico.
Nei secoli, molte importanti scoperte scientifiche furono pubblicate sulla Philosophical Transactions. Tra gli autori famosi che contribuirono ci furono Isaac Newton, James Clerk Maxwell, Michael Faraday e Charles Darwin. Nel 1672, la rivista pubblicò il primo articolo di Newton New Theory about Light and Colours,che si può considerare come l'inizio della sua carriera di autore scientifico. Il ruolo di editore spesso fu mantenuto in coppia e incluse William Musgrave (dal numero 167 al 178) e Robert Plot (dal numero 144 al 178).
Nel 1887 la rivista crebbe e si divise in due edizioni separate, una dedicata alla fisica (Philosophical Transactions of the Royal Society A: Physical, Mathematical and Engineering Sciences) e l'altra dedicata alla natura (Philosophical Transactions of the Royal Society B: Biological Sciences).